# BVA Open
O BVA Open ou Aberto Rio Preto foi um torneio tênis em piso de saibro, que fez parte da série ATP Challenger Tour, realizado em 2011 e 2013, em São José do Rio Preto, no Brasil.

## Edições

### Simples
| Ano  | Campeões      | Finalistas         | Placar        | Ref.  |
| ---- | ------------- | ------------------ | ------------- | ----- |
| 2013 | João Souza    | Alejandro González | 7–6(7–0), 6–3 | [ 1 ] |
| 2011 | Ricardo Mello | Eduardo Schwank    | 6–4, 6–2      | [ 2 ] |

### Duplas
| Ano  | Campeões                            | Finalistas                            | Placar   | Ref.  |
| ---- | ----------------------------------- | ------------------------------------- | -------- | ----- |
| 2013 | Nicolás Barrientos Carlos Salamanca | Marcelo Demoliner João Souza          | 6–4, 6–4 | [ 3 ] |
| 2011 | Frederico Gil Jaroslav Pospíšil     | Franco Ferreiro Rubén Ramírez Hidalgo | 6–4, 6–4 |       |